# Medeno Polje (Bosanski Petrovac, BiH)
Medeno Polje je naseljeno mjesto u općini Bosanski Petrovac, Federacija Bosne i Hercegovine, BiH.

## Stanovništvo

### 1991.
Nacionalni sastav stanovništva 1991. godine, bio je sljedeći:
ukupno: 92
- Srbi - 90
- Jugoslaveni - 1
- ostali, neopredijeljeni i nepoznato - 1

### 2013.
Nacionalni sastav stanovništva 2013. godine, bio je sljedeći:
ukupno: 27
- Srbi - 19
- Bošnjaci - 5
- ostali, neopredijeljeni i nepoznato - 3